# John Brædder
John Brædder (født i 6. februar 1962) er en dansk politiker og landmand, der var borgmester i Guldborgsund Kommune (2010-2021), valgt for Guldborgsundlisten siden Kommunalvalget i 2009.

## Karriere
Brædder stillede op for borgerlisten Nyt Nykøbing F. ved kommunalvalget 2001 i den daværende Nykøbing Falster Kommune. Han fik blot tre personlige stemmer.
I 2005 stillede han igen op, denne gang for Nyt Guldborgsund, som Nyt Nykøbing F. havde skiftet navn til, ved kommunalvalget dette år. Han modtog her 32 personlige stemmer.
Han var spidskandidat for Nyt Guldborgsund kommunalvalget i 2009 . Han modtog 1.281 personlige stemmer, hvilket gjorde ham til borgmester i den nye Guldborgsund Kommune.
Efter kommunalvalget 2013 fik Brædder 2.745 personlige stemmer, og det lykkedes ham at beholde borgmesterposten på trods af Dansk Folkepartis store fremgang i kommunen og forudsigelser om, at René Christensen kunne blive partiets første borgmester. Han fik i stedet posten som viceborgmester.
Ved kommunalvalget 2017 fik Guldborgsund Listen et stærkt valg, og Brædder kunne fortsætte på borgmesterposten med 6.912 personlige stemmer, hvilket var det næsthøjeste antal personlige stemmer i Region Sjælland, kun overgået af Carsten Rasmussen (S) i Næstved Kommune.
Ved Kommunal- og regionsrådsvalg 2021 fik Brædder 3370 personlige stemmer, og Guldborgsundlisten mistede borgmesterposten til Socialdemokratiet, hvor Simon Hansen med 3342 personlige stemmer kunne overtage borgmesterposten.
John Brædder var formand for det arkæologiske frilandsmuseum Middelaldercentret ved Nykøbing Falster fra 2007 til 2010, hvor posten blev overtaget af Anders Høiris.
Han sidder i bestyrelsen for erhvervsorganisationen Business LF, der varetager profilering af erhverv, turisme og bosættelser på Lolland-Falster.
Han sidder ligeledes i bestyrelsen udpeget af Guldborgsund Kommune for Femern Belt Development, som står for udviklingen af Femern Bælt-forbindelsen.